# بالگردگاه مرکز پزشکی سنت چالرز
بالگردگاه مرکز پزشکی سنت چالرز (به انگلیسی: St. Charles Medical Center Heliport) یک فرودگاه خصوصی است. این فرودگاه در کشور ایالات متحده آمریکا قرار دارد و در ارتفاع ۱۰۹۴ متری از سطح دریا واقع شده است.